# Symfonie nr. 2 (Klami)
Uuno Klami voltooide zijn Symfonie nr. 2 opus 35 in 1945.

## Geschiedenis
Het is onduidelijk onder welke omstandigheden Klami werkte aan zijn tweede symfonie. De toestand in Finland was gedurende de Tweede Wereldoorlog en vlak daarna chaotisch. Delen van het land waren platgebrand door de vertrekkende Duitsers en ook de Russen hadden daarvoor al flink huisgehouden. Bijkomend was dat Klami binnen de Finse klassieke muziek toch al een buitenbeetje was. Hij richtte zich meer op de Franse componisten dan op de Duitse, zoals daar toen gebruikelijk was.
Klami leek dus het tij mee te hebben, want men in Finland even niets van Duitse invloeden hebben. Andere factor; bijna geen Finse componist schreef in die dagen nog een symfonie. Finse componisten hadden het genre toch al grotendeels afgeschreven al dan niet onder de zware last van het evenaren of voorbijstreven van Finlands componist nummer 1 Jean Sibelius; hij ging ten slotte ook ten onder aan zijn eigen muziek. Zijn achtste symfonie belandde al in de haard.
Voor de muziek van Klami was het moeilijk om tot een “oorlogssymfonie” omgebogen te worden. Klami schreef impressionistische muziek in de trant van Claude Debussy en Maurice Ravel en die muziek is niet echt geschikt om hevige emoties de vrijde loop te laten. Vandaar dat deze tweede symfonie afwijkt van eerder ander werk van de componist. De muziek is vrij somber en neigt juist naar die van Sibelius of hun landgenoot Levi Madetoja, een andere componist dringt zich ook op Pjotr Iljitsj Tsjaikovski.
De eerste uitvoering vond plaats op 15 december 1946 door het Filharmonisch Orkest van Helsinki onder leiding van Toivo Haapasen in een programma met andere werken van Klami.

## Muziek
De symfonie kent de klassiek vierdelige opzet:
1. Moderato molto
2. Allegro vivo
3. (in de vorm van een introductie) Misterioso e lugubre, tempo quasi adagio
4. Allegro assai

De muziek begint inderdaad in de stemming van een impressionistische compositie, echter de sfeer is verre van opgewekt. Zeker als de kleine trom haar intrede doet; zij speelt het motief van een militaire mars (dat doet ze gedurende korte perioden van de gehele symfonie). Opvallend is het tweede deel; in een oorlogssymfonie verwacht men geen scherzoachtig deel, maar Klami heeft het weten in te passen. Deel drie geeft de terugkeer van de marsachtige ritmen. Het deel mondt uit in de oud-Finse oorlogsmelodie Kauan on kärsitty vilua ja nälkää (wij hebben lang genoeg kou en honger geleden). Deel vier is het sluitstuk. Voor het overige heeft de symfonie de klassieke elementen; thema’s die in andere delen terugkomen, uitwerking etc.
De verwijzing naar de Finse oorlogsmelodie leverde direct na de première commentaar op; men was meer muziek gewend, die verwees naar de goden of Finse mythologie, dan wel natuur. Het zette de symfonie enigszins apart en dat stond het dus toch al.

### Orkestratie
- 3 dwarsfluiten, 3 hobo’s, 3 klarineten, 3 fagotten
- 4 hoorns, 3 trompetten, 3 trombones, 1 tuba
- 1 pauken, 2 man/vrouw percussie
- violen, altviolen, celli, contrabassen
- extra 1 piccolo en contrafagot.

## Discografie
- Uitgave Ondine: Tampere Philharmonisch Orkest o.l.v. Tuomas Ollila in een opname uit november 1995